# Ito Kashitaro
Ito Kashitaro Takeaki (伊东甲子太郎武明, 1er janvier 1835-13 décembre 1867) était un guerrier japonais, conseiller en stratégie militaire du Shinsen gumi, le plus puissant des groupes de samouraïs qui, sous les ordres du shogun Tokugawa, devait maintenir l'ordre à Kyoto durant le Bakumatsu, à la fin de l'ère Edo (1860-1868). Il fut ensuite chef du groupe Goryo eji, scission du Shinsen gumi.

## Biographie
Suzuki Okura est né à Hitachi. Son père ayant des problèmes de dettes, les Suzuki sont expulsés de leur clan lorsqu'il est enfant. Okura part étudier à Mito, ce qui influence fortement son orientation Sonnō jōi. Tout comme Serizawa Kamo, il a des liens avec le Tengu-to, un groupe jōi très actif. Plus tard, il s'installe à Edo et devient l'élève de Ito Seiichiro du dojo Hokushin Ittō-ryū. Il épouse la fille du maître qui l'adopte et devient héritier de l'école. En plus d'être versé dans la littérature japonaise, il était menkyo kaiden de deux styles de kenjutsu, le Shinto Munen et le Hokushin Itto.
En 1864, il coupa ses liens avec le Tengu-to peu avant de rejoindre le Shinsen gumi avec plusieurs membres de son dojo, dont son frère Suzuki Mikisaburo. Okura change alors son prénom et devient Kashitaro. Kondo Isami admirait son intelligence et son érudition, mais ayant des philosophies politiques radicalement différentes, leur relation à long terme devait inévitablement se détériorer.
En 1867, peu de temps après la mort de l'empereur Kōmei, Ito et son groupe se séparent du Shinsen gumi et forment Goryo eji, les « gardiens du tombeau de l'Empereur ». En soit, quitter les Shinsen gumi est interdit, et Ito tente de se rapprocher de leurs principaux opposants. Son groupe s'installe au temple Choen-ji, puis à Kodai-ji et entre secrètement sous la protection du clan Satsuma. Mais Kondo et Hijikata avaient infiltré un espion dans le groupe, Saito Hajime, afin de se tenir au courant de ses agissements. Le 18 novembre 1867, Kondo invite Ito à sa résidence et l'enivre. Sur le chemin du retour, il est assassiné par des membres du Shinsen gumi. Les membres du Goryo eji venus pour ramasser son corps sont également attaqués, et certains survivants tenteront de tuer Kondo quelque temps plus tard. Bien que les raisons soient incertaines, il semblerait qu'Ito et les Satsuma prévoyaient d'en finir avec le Shinsen gumi en supprimant son commandant.

## Membres duGoryo eji
- Ito Kashitaro
- Hattori Takeo (mort dans l'attaque)
- Abe Juro
- Tomiyama Yabee
- Nakanishi Nobori
- Suzuki Mikisaburo
- Arai Tadao
- Kano Michinosuke
- Hashimoto Kaisuke
- Nakaumi Jiro
- Shinohara Tainoshin (survivant, responsable de la tentative d'assassinat sur Kondo)
- Tōdō Heisuke (décédé dans l'attaque)
- Kiyohara Kiyoshi
- Monai Kanmotsu (décédé dans l'attaque)
- Saito Hajime (espion du Shinsen gumi)